# Barbie - La principessa e la povera
Barbie - La principessa e la povera (Barbie as the Princess and the Pauper) è un film d'animazione del 2004 distribuito direttamente per il mercato home video, realizzato in grafica computerizzata.
Il film vede Barbie per la prima volta in un doppio ruolo da protagonista all'interno del suo quarto film e la storia è un libero adattamento del romanzo di Mark Twain Il principe e il povero. Si tratta del primo musical nel franchise di film di Barbie, oltre che al primo film della serie ad escludere elementi magici dalla narrazione. Il film venne accolto favorevolmente dalla critica, venendo nominato per sei DVD Exclusive Awards ed è generalmente considerato il film più riuscito del franchise essendo divenuto negli anni un film di culto grazie alle sue celebri canzoni.

## Trama
In un regno arroccato sul cocuzzolo di una montagna nascono nello stesso istante due bambine identiche: la bionda principessa Annalisa e la castana popolana Erika.
Passano diciotto anni: Annalisa è una principessa costretta a rispettare i suoi doveri, mentre Erika vive come sarta presso l'emporio di Madame Carp per saldare i debiti dei suoi defunti genitori. Il regno di Annalisa è in bancarotta poiché tutto l'oro delle miniere del regno è stato rubato dal consigliere reale Preminger, che mira al trono. La regina vedova, nel tentativo di evitare sorti nefaste al suo popolo, combina il matrimonio tra il re Dominik e sua figlia. Quest'ultima viene dunque scortata in città da Julian, il precettore del quale è innamorata, per rendersi conto della situazione della sua gente in modo che accetti di sposarsi con un completo sconosciuto. Qui Annalisa incontra Erika, entrambe sorprese dalla loro somiglianza: le due stringono subito una profonda amicizia.
Qualche giorno dopo, la principessa viene fatta prigioniera da Nick e Nack, gli scagnozzi di Preminger, il quale crede che, sposandola, diventerebbe il nuovo re. Sospettando che il consigliere sia il responsabile della sparizione di Annalisa, Julian si rivolge a Erika chiedendole di assumere l'identità della principessa in attesa di trovarla: la ragazza, inizialmente scettica, accetta. 
Erika fa il suo ingresso a palazzo e si innamora del re Dominik, il quale a sua volta se ne era già invaghito dopo avere scoperto che non è Annalisa; l'unico ad essere sospettoso della sua identità è Preminger. La principessa, che nel frattempo è riuscita a fuggire, si ritrova a lavorare da Madame Carp. La mascherata di Erika nelle sembianze di Annalisa è destinata a durare poco: infatti Preminger rintraccia la principessa e la rinchiude nella miniera reale insieme a Julian. Il consigliere poi si reca a palazzo e con una finta storia riesce a far richiudere Erika nei sotterranei, non prima di averla smascherata a causa della mancanza del neo a forma di corona che la vera principessa ha dalla nascita. La ragazza riesce comunque ad evadere.
Dopo la fuga dalla prigione, Erika viene portata fuori con una scusa da re Dominik, travestitosi da guardia. Anche Annalisa e Julian riescono a fuggire dalla miniera e a fermare il matrimonio combinato tra la regina e Preminger, che catturano dopo aver smascherato le sue trame. La principessa confessa alla madre di volere sposare l'uomo di cui è sempre stata innamorata e le dice che il regno può tornare a prosperare grazie alle ametiste trovate in miniera, mentre Erika parte per un viaggio, tornando dopo diversi mesi, riuscendo a realizzare il suo sogno di diventare cantante. Alcuni giorni dopo si celebrano i matrimoni delle due con i loro innamorati, e insieme partono per un lungo viaggio di nozze.

## Colonna sonora
Il film presenta sette canzoni originali scritte da Amy Powers e una colonna sonora composta Arnie Roth, eseguita dall'Orchestra Filarmonica Ceca. L'intera colonna sonora originale è stata distribuita in CD nel 2004 da Mattel, mentre è inedita in Italia.

### Brani
1. Libera (Free)  – interpretata da Alice Mistroni e Rossella Ruini
2. Come rifiutar? (How Can I Refuse?) – interpretata da Roberto Colavalle, Gerardo Duni e Fabrizio Palma
3. Scritto nel tuo cuore (prologo) (Written in Your Heart (Prelude))  – interpretata da Rossella Ruini
4. Sono uguale a te (I Am a Girl Like You)  – interpretata da Alice Mistroni e Rossella Ruini
5. La principessa (To Be a Princess) – interpretata da Gerardo Duni e Rossella Ruini
6. Il miao del gatto (The Cat's Meow) – interpretata da Rossella Ruini
7. Amami così (If You Love Me for Me) – interpretata da Rossella Ruini e Andrea Germani
8. La principessa (ripresa) (To Be a Princess (Reprise))  – interpretata da Rossella Ruini
9. Come rifiutar (ripresa) How Can You Refuse? (Reprise))  – interpretata da Roberto Colavalle
10. Scritto nel tuo cuore (Finale) Written in Your Heart (Finale)) – interpretata da Alice Mistroni e Rossella Ruini
11. I'm on My Way – interpretata da Sara Niemietz

## Distribuzione
Il film è stato distribuito in DVD e VHS negli Stati Uniti il 28 settembre 2004 da Lions Gate Home Entertainment, mentre in Italia il 28 ottobre da Universal Pictures Home Entertainment. È stato trasmesso in prima visione su Italia 1 sabato 30 ottobre 2004 alle 21.00.

### Edizione italiana
Il doppiaggio italiano del film è stato effettuato presso lo studio E.T.S. European Television Service di Roma, in collaborazione con Etcetera Group, sotto la direzione di Elio Zamuto e su dialoghi di Fabrizio Manfredi. I testi delle canzoni sono stati tradotti in italiano da Arianna Todero e Gerardo Duni.

#### Doppiaggio
| Personaggio          | Doppiatore originale                                                                   | Doppiatore italiano                                                                    |
| -------------------- | -------------------------------------------------------------------------------------- | -------------------------------------------------------------------------------------- |
| Voce narrante        | Kelly Sheridan (dialoghi), Melissa Lyons (Annalisa canto), Julie Stevens (Erika canto) | Daniela Fava (dialoghi), Alice Mistroni (Annalisa canto), Rossella Ruini (Erika canto) |
| Annalisa             | Kelly Sheridan (dialoghi), Melissa Lyons (Annalisa canto), Julie Stevens (Erika canto) | Daniela Fava (dialoghi), Alice Mistroni (Annalisa canto), Rossella Ruini (Erika canto) |
| Erika                | Kelly Sheridan (dialoghi), Melissa Lyons (Annalisa canto), Julie Stevens (Erika canto) | Daniela Fava (dialoghi), Alice Mistroni (Annalisa canto), Rossella Ruini (Erika canto) |
| Dominik              | Mark Hildreth (dialoghi), Mark Luna (canto)                                            | Simone D'Andrea (dialoghi), Andrea Germani (canto)                                     |
| Julian               | Alessandro Juliani                                                                     | Riccardo Niseem Onorato (dialoghi), Gerardo Duni (canto)                               |
| Preminger            | Martin Short                                                                           | Dario Penne (dialoghi), Roberto Colavalle (canto)                                      |
| Regina Genevieve     | Ellen Kennedy                                                                          | Pinella Dragani                                                                        |
| Madame Carp          | Pam Hyatt                                                                              | Stefania Romagnoli                                                                     |
| Serafina             | Kathleen Barr                                                                          | Antonella Baldini                                                                      |
| Bertie               | Kathleen Barr                                                                          | Selvaggia Quattrini                                                                    |
| Wolfie               | Ian James Corlett                                                                      | Leonardo Graziano                                                                      |
| Ambasciatore Bismark | Lee Tockar                                                                             | Roberto Stocchi                                                                        |
| Guardia #2           | Lee Tockar                                                                             | Mino Caprio                                                                            |
| Nick                 | Brian Drummond                                                                         | Davide Lepore (dialoghi), Gerardo Duni (canto)                                         |
| Nack                 | Jan Rabson                                                                             | Fabrizio Vidale (dialoghi), Fabrizio Palma (canto)                                     |
| Midas                | Jan Rabson                                                                             | Alessandro Quarta                                                                      |
| Herve                | Garry Chalk                                                                            | Antonio Palumbo                                                                        |
| Ciambellano          | Colin Murdock                                                                          | Mino Caprio                                                                            |
| Guardia #1           | Brian Drummond                                                                         | Franco Mannella                                                                        |
| Cameriera            | Janyse Jaud                                                                            | Micaela Incitti                                                                        |
| Sacerdote            | Roger Monk                                                                             | Emilio Cappuccio                                                                       |

## Premi
2005 - DVD Exclusive Award
- Nomination - Miglior film d'animazione in DVD
- Nomination - Miglior regista a William Lau
- Nomination - Miglior colonna sonora originale ad Arnie Roth
- Nomination - Miglior interpretazione di un personaggio animato a Martin Short (voce), Gino Nichele, William Lau (direttori delle animazioni) e Jean Gillmore (character designer)
- Nomination - Miglior canzone originale (To Be a Princess) ad Alessandro Juliani, Julie Stevens (voci), Megan Cavallari (musica), Amy Powers, Rob Hudnut (testo)